# Glenda Jackson
Glenda May Jackson CBE (Birkenhead, 9 de maio de 1936 – Londres, 15 de junho de 2023) foi uma atriz e política britânica nascida na Inglaterra e vencedora de dois Óscares de Melhor Atriz. Ao lado de Vanessa Redgrave, Judi Dench, Maggie Smith, Helen Mirren, é uma das grandes damas do teatro e cinema britânico. Como deputada, representou Hampstead e Kilburn.

## Biografia
Glenda Jackson nasceu em Birkenhead, Wirral, Cheshire (agora Merseyside), onde seu pai era um pedreiro. Foi educada na West Kirby Grammar School for Girls, e logo em seguida trabalhou por dois anos em uma farmácia, a Boots, antes de ser selecionada para estudar no RADA. Casou-se em 1958 com Roy Hodges e com ele tem seu único filho, Dan Hodges, nascido em 1969, e que hoje é um Conselheiro do Trabalho e comentarista. Seu casamento com Hodges durou de 1958 até o divórcio em 1976.

## Carreira
Após formar-se pelo RADA, em Bloomsbury, em 1957 Glenda Jackson iniciou sua carreira no teatro com a peça "Separate Tables" de Terence Rattingan. Estreou no cinema seis anos depois com o filme "This Sporting Life" de 1963. Mais Tarde trabalhou com Peter Brook em "Marat Sade", interpretando Charlotte Corday. Já reconhecida no teatro, ganhou fama internacional ao protagonizar dois filme de Ken Russell: "Mulheres Apaixonadas" (Woman in Love), onde interpreta a escultora e artista plástica Gudrun Brangwen, filme que lhe valeu seu primeiro Oscar de melhor atriz; e depois "Delírio de Amor" (The Music Lovers), no papel de Antonina Miliukova esposa do compositor romântico russo Tchaikovsky, interpretado por Richard Chamberlain.
Por aceitar papéis controversos que muitas atrizes recusavam, Glenda Jackson adicionou à sua imagem a fama de fazer qualquer sacrifício pela sua arte. Provou isso ao interpretar a Rainha Elizabeth I em "Elizabeth R". série produzida pela BBC em 1971. Para o filme, Glenda teve que raspar a parte da frente do cabelo, fazendo com que se parecesse mais com a rainha, sendo sua interpretação nesta série considerada "o retrato mais real da amada Elizabeth I da Inglaterra". Recebeu dois Emmys por esse seu trabalho. No mesmo ano, Glenda interpretou novamente a Rainha Elizabeth I, desta vez no filme "Mary Stuart, Rainha da Escócia" (Mary, Queen of Scots), ao lado de Vanessa Redgrave que atuava no papel da personagem título. Também em 1971, Glenda apareceu no show "Morecambe e Wise", sendo Cleópatra em um sketch de comédia.
Vendo seu potencial para comédias, o cineasta Melvin Frank ofereceu-lhe o papel que lhe daria seu segundo Oscar de melhor atriz, o da estilista fajuta Vicki Alessio, em "Um Toque de Classe" (A Touch of Class). Com sua vitória no Oscar por este filme, aparentemente os produtores de "Morecambe e Wise" teriam lhe enviado um telegrama que dizia: "Fique conosco, pequena, e nós vamos chegar a um terceiro!". Foi nomeada em 1978, Comendadora da Ordem Britânica. E em 1983, teve um teatro com seu nome, o Glenda Jackson Theatre, mas que foi demolido em 2003 para dar lugar a um loteamento novo em 2004. Vencedora de dois prêmios Oscar na categoria de melhor atriz: o primeiro em 1970 por "Mulheres Apaixonadas" e o segundo em 1973 por "Um Toque de Classe", também conquistou prêmios importantes como o Globo de Ouro, o BAFTA e o de melhor atriz no Festival de San Sebastián e no Festival de Montreal.

## Carreira política
Em 1992 abandonou a carreira de atriz para ser política, tendo sido eleita deputada do distrito eleitoral de Hampstead and Highgate em Camden pelo Partido Trabalhista em 1992. E em 1997 foi nomeada ministra do transporte pelo primeiro-ministro britânico Tony Blair. Foi reeleita novamente em 2010 como deputada de Hampstead and Kilburn.

## Morte
Jackson morreu em 15 de junho de 2023, aos 87 anos, em Londres.

## Filmografia
| Ano  | Filme                                                          | Personagem                               | Notas |
| ---- | -------------------------------------------------------------- | ---------------------------------------- | --- |
| 1963 | This Sporting Life                                             | Cantora                                  | Sem crédito |
| 1967 | Benefit of the Doubt                                           | Pequena parte                            | |
| 1967 | Marat/Sade                                                     | Charlotte Corday                         | |
| 1968 | Tell Me Lies                                                   | Convidada                                | |
| 1968 | The Wednesday Play                                             | Julie                                    | Let's Murder Vivaldi |
| 1968 | Negatives (Negativas)                                          | Vivien                                   | |
| 1969 | Women in Love (Mulheres Apaixonadas)                           | Gudrun Brangwen                          | Oscar de melhor atriz National Board of Review Award de melhor atriz National Society of Film Critics Award de melhor atriz New York Film Critics Circle Award de melhor atriz Indicada—BAFTA de melhor atriz em cinema Indicada—Globo de Ouro de melhor atriz em filme dramático |
| 1969 | ITV Saturday Night Theatre                                     | Marina Palek                             | |
| 1969 | Salve Regina                                                   |                                          | |
| 1970 | Play of the Month                                              |                                          | |
| 1970 | Howards End                                                    |                                          | Indicada—Bafta TV Awards de melhor atriz |
| 1970 | The Music Lovers (Delírios de Amor)                            | Nina (Antonina Milyukova)                | |
| 1971 | Sunday Bloody Sunday (Domingo Maldito)                         | Alex Greville                            | BAFTA de melhor atriz em cinema Indicada—Oscar de melhor atriz |
| 1971 | The Boy Friend (O Namoradinho)                                 | Rita                                     | Sem crédito |
| 1971 | Mary, Queen of Scots (Mary, Rainha da Escócia)                 | Rainha Elizabeth I                       | David di Donatello - Prêmio Especial Evening Standard British Film Award de melhor atriz Emmy do Primetime de melhor atriz em série dramática |
| 1971 | Elizabeth R                                                    | Rainha Elizabeth I                       | TV Emmy do Primetime de melhor atriz em série dramática Indicada—Bafta TV Awards de melhor atriz |
| 1972 | The Triple Echo (Trágica Decisão)                              | Alice                                    | |
| 1973 | A Touch of Class (Um Toque de Classe)                          | Vicki Allessio                           | Oscar de melhor atriz Globo de Ouro de melhor atriz em comédia ou musical Prêmio San Sebastián de melhor atriz Indicada—BAFTA de melhor atriz em cinema |
| 1973 | A Bequest to the Nation (Legado de um Herói)                   | Lady Hamilton                            | |
| 1974 | The Maids (As Criadas)                                         | Solange                                  | |
| 1975 | The Romantic Englishwoman (A Inglesa Romântica)                | Elizabeth Fielding                       | |
| 1975 | Il sorriso del grande tentatore                                | Irmã Geraldine                           | |
| 1975 | Hedda                                                          | Hedda Gabler                             | Prêmio David di Donatello de melhor atriz estrangeira Indicada— Oscar de melhor atriz Indicada—Globo de Ouro de melhor atriz em filme dramático |
| 1976 | The Incredible Sarah (A Incrível Sarah)                        | Sarah Bernhardt                          | Indicada—Globo de Ouro de melhor atriz em comédia ou musical |
| 1977 | Nasty Habits                                                   | Irmã Alexandra                           | |
| 1978 | House Calls (Um Viúvo Trapalhão)                               | Ann Atkinson                             | |
| 1978 | Stevie                                                         | Stevie Smith                             | Montreal World Film Festival Award de melhor atriz National Board of Review de melhor atriz New York Film Critics Circle Award de melhor atriz Indicada—Globo de Ouro de melhor atriz em filme dramático                                                                          |
| 1978 | The Class of Miss MacMichael (Quando os anjos perturbam o céu) | Conor MacMichael                         | |
| 1979 | Lost and Found (Um Toque de Humor)                             | Tricia                                   | |
| 1980 | Hopscotch (Um Espião Trapalhão)                                | Isobel                                   | |
| 1980 | Health (Saúde)                                                 | Isabella Garnell                         | |
| 1981 | The Patricia Neal Story (A História de Patrícia Neal)          | Patricia Neal                            | TV Indicada—Emmy do Primetime de melhor atriz em minissérie ou telefilme Indicada—Globo de Ouro de melhor atriz em minissérie ou telefilme |
| 1982 | The Return of the Soldier (O Retorno do Soldado)               | Margaret Grey                            | |
| 1982 | Giro City (Cidade Proibida)                                    | Sophie                                   | |
| 1984 | Sakharov                                                       | Yelena Bonner (Sakharova)                | TV CableACE Award de melhor atriz em minissérie ou telefilme Indicada—Globo de Ouro de melhor atriz em minissérie ou telefilme |
| 1985 | Turtle Diary                                                   | Neaera Duncan                            | |
| 1987 | Beyond Therapy' (Além da Terapia)'                             | Charlotte                                | |
| 1987 | Business as Usual                                              | Babs Flynn                               | |
| 1988 | Interlude (Interlúdio)                                         | Nina Leeds                               | TV |
| 1988 | Salome's Last Dance (A Última Dança de Salomé)                 | Herodias / Lady Alice                    | |
| 1989 | The Rainbow (O Despertar de uma mulher apaixonada)             | Anna Brangwen                            | |
| 1989 | King of the Wind (O Senhor dos Ventos)                         | Carolina de Brunsvique (Rainha Caroline) | |
| 1989 | Doombeach                                                      | Senhorita                                | |
| 1990 | T-Bag's Christmas Ding Dong                                    | Vanity Bag                               | TV |
| 1990 | The Real Story of Humpty Dumpty                                | Glitch the Witch                         | (voz) |
| 1991 | The House of Bernarda Alba                                     | Bernarda Alba                            | TV |
| 1991 | A Murder of Quality (Uma Assassinato de Qualidade)             | Ailsa Brimley                            | TV |
| 1992 | The Secret Life of Arnold Bax (A Vida Secreta de Arnaldo Bax)  | Harriet Cohen                            | TV |
| 1994 | A Wave of Passion: The Life of Alexandra Kollontai             | Alexandra Kollontai                      | TV (voz) |
| 2019 | Elizabeth Is Missing                                           | Maud Horsham                             | TV Bafta TV Awards de melhor atriz Emmy Internacional de melhor atriz |

## Prêmios e indicações
Obs: O ano indicado refere-se ao ano em que ocorreu a entrega do prêmio, não exatamente ao ano em que o filme foi produzido.
- Oscar (EUA)

| Ano  | Categoria    | Título               | Resultado |
| ---- | ------------ | -------------------- | --------- |
| 1971 | Melhor atriz | Mulheres Apaixonadas | Venceu    |
| 1972 | Melhor atriz | Domingo Maldito      | Indicado  |
| 1974 | Melhor atriz | Um Toque de Classe   | Venceu    |
| 1976 | Melhor atriz | Hedda                | Indicado  |

- Prêmios Globo de Ouro Predefinição:Ícone/Golden Globe (EUA)

| Ano  | Categoria                               | Título                  | Resultado |
| ---- | --------------------------------------- | ----------------------- | --------- |
| 1971 | Melhor atriz em filme dramático         | Mulheres Apaixonadas    | Indicado  |
| 1972 | Melhor atriz em filme dramático         | Domingo Maldito         | Indicado  |
| 1974 | Melhor atriz (comédia ou musical)       | Um Toque de Classe      | Venceu    |
| 1976 | Melhor atriz em filme dramático         | Hedda                   | Indicado  |
| 1977 | Melhor atriz em filme dramático         | A Incrível Sarah        | Indicado  |
| 1979 | Melhor atriz em filme dramático         | Stevie                  | Indicado  |
| 1982 | Melhor atriz em telessérie ou telefilme | The Patricia Neal Story | Indicado  |
| 1985 | Melhor atriz em telessérie ou telefilme | Sakharov                | Indicado  |

- BAFTA[desambiguação necessária] (Reino Unido)

| Ano  | Categoria    | Título               | Resultado |
| ---- | ------------ | -------------------- | --------- |
| 1970 | Melhor atriz | Mulheres Apaixonadas | Indicado  |
| 1972 | Melhor atriz | Domingo Maldito      | Venceu    |
| 1974 | Melhor atriz | Um Toque de Classe   | Indicado  |

- Emmy (EUA)

| Ano  | Categoria                               | Título               | Resultado |
| ---- | --------------------------------------- | -------------------- | --------- |
| 1972 | Melhor atriz em uma série dramática     | Elizabeth R.         | Venceu    |
| 1972 | Melhor atriz em minissérie ou telefilme | Elizabeth R.         | Venceu    |
| 2020 | Melhor atriz internacional              | Elizabeth Is Missing | Venceu    |

- Tony (EUA)

| Ano  | Categoria                        | Título           | Resultado |
| ---- | -------------------------------- | ---------------- | --------- |
| 2018 | Melhor atriz principal no teatro | Three Tall Women | Venceu    |

- Outros prêmios

| Ano  | Prêmio                    | Título                       |
| ---- | ------------------------- | ---------------------------- |
| 1974 | Festival de San Sebastián | Um Toque de Classe (Espanha) |
| 1978 | Festival de Montreal      | Stevie (Canadá)              |